# Sotpapegoja
Sotpapegoja (Pionus fuscus) är en fågel i familjen västpapegojor inom ordningen papegojfåglar.

## Utbredning och systematik
Fågeln förekommer i områden med fuktigt klimat från nordöstra Colombia till Guyanaregionen och norra Amazonområdet i Brasilien. Den behandlas som monotypisk, det vill säga att den inte delas in i några underarter.

## Status
IUCN kategoriserar arten som livskraftig.